# Bộ Nguyệt (月)
Bộ Nguyệt, bộ thứ 74 có nghĩa là "mặt trăng" hoặc "tháng" là 1 trong 34 bộ có 4 nét trong số 214 bộ thủ Khang Hy.
Trong Từ điển Khang Hy có 69 chữ (trong số hơn 40,000) được tìm thấy chứa bộ thủ này.

## Tự hình Bộ Nguyệt (月)

Giáp cốt văn
Kim văn
Đại triện
Tiểu triện

## Chữ thuộc Bộ Nguyệt (月)
| Số nét bổ sung | Chữ                                           |
| -------------- | --------------------------------------------- |
| 0              | 月/nguyệt/                                    |
| 2              | 有/hữu/                                       |
| 4              | 朊/quản/ 朋/bằng/ 朌/phần/ 服/phục/ 肭/nạp/   |
| 5              | 朎 朏/phỉ/ 朐/cù/ 朑 胙/tạc/                  |
| 6              | 朒/nục/ 朓/thiêu/ 朔/sóc/ 朕/trẫm/ 朗/lãng/   |
| 7              | 朖/lãng/ 朘/tuyên/ 朙/minh/ 朚/mang/ 望/vọng/ |
| 8              | 朜 朝/triều/ 朞/cơ/ 期/kỳ/                    |
| 9              | 朠/anh/ 朡/tông/                              |
| 10             | 朢/vọng/                                      |
| 11             | 膤                                            |
| 12             | 朣/đồng/ 朤/lãng/ 朥                          |
| 14             | 朦/mông/                                      |
| 16             | 朧/long/                                      |